# MG ES5
MG ES5 — компактный электромобиль-кроссовер, выпускающийся с 2024 года китайской компанией SAIC Motor.

## Описание
Впервые MG ES5 был представлен 15 октября 2024 года. Первоначально модель была запланирована китайскими властями как MG S5, но незадолго до своего появления она была переименована в ES5.
В движение автомобиль приводится электродвигателем мощностью 125 кВт (168 л. с.) с запасом хода до 525 км. Задняя подвеска автомобиля пятирычажная независимая.
Предшественником ES5 является ZS EV.

## Мировые рынки

### Европа
В Европу экспорт MG ES5 намечен на 2025 год.

### Китай
Продажи MG ES5 в Китае намечены на ноябрь 2024 года.